# 애선
애선(哀宣, 생몰년 미상 조물성(曹物城)의 성주(城主) 이자고려(高麗)의 무신(武臣)이다.

## 애선이 등장하는 작품
- 《태조 왕건》 (KBS, 2000년~2002년, 배우: 김동석)

## 참고 문헌
- 고려사(高麗史)
- 고려사절요(高麗史節要)